# Andrea Andreen

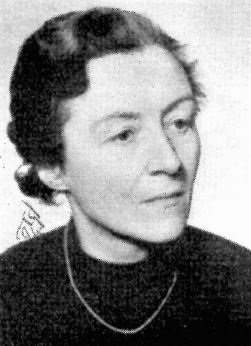
Andrea Andreen.

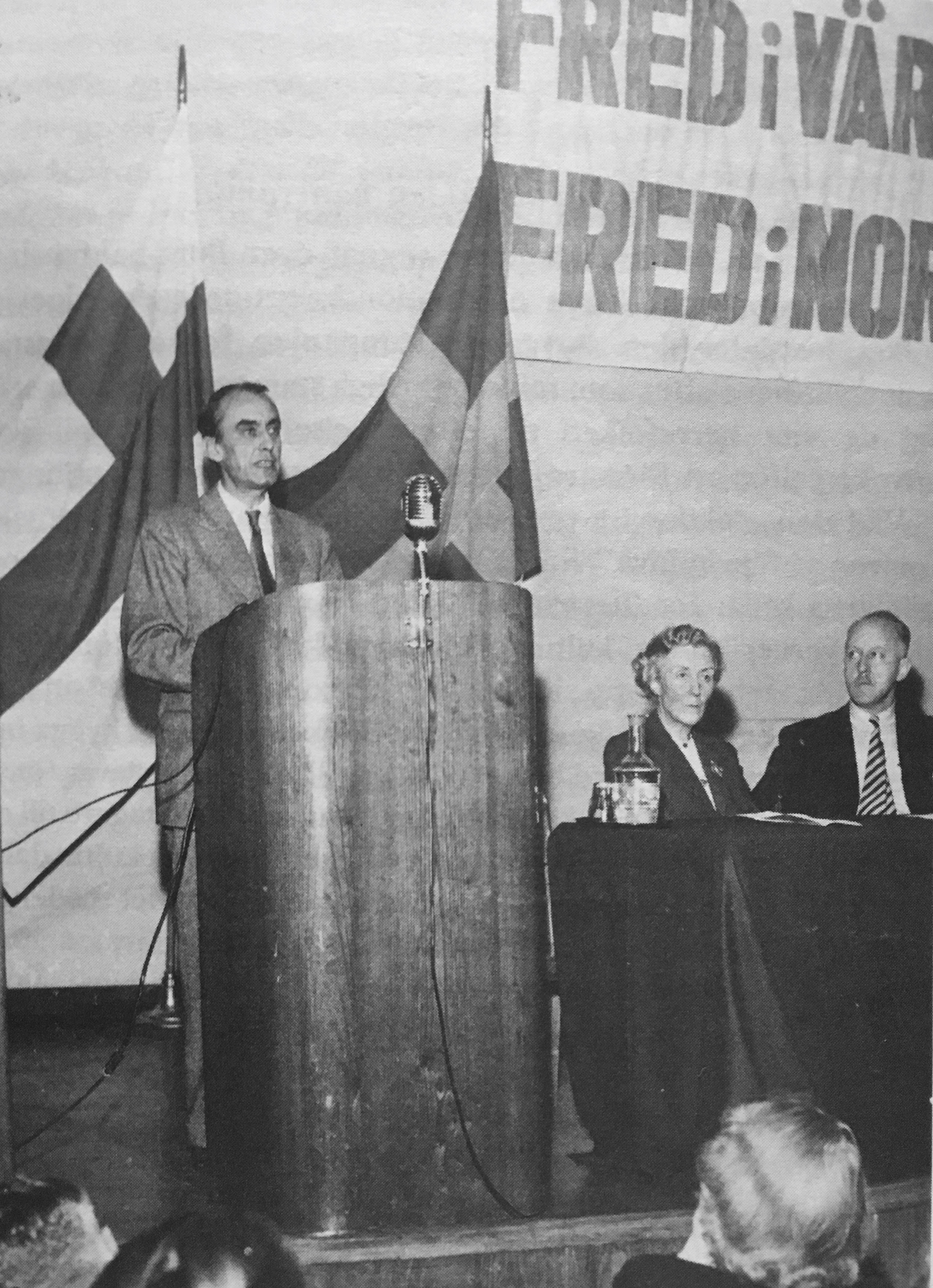
Andrea Andreen (tvåa fr. h.) bredvid den isländske författaren Halldór Laxness under en nordisk fredskonferens i Stockholm. I talarstolen den danske professorn och neurologen Mogens Fog.

Ellenor Andrea Andreen, född 11 juli 1888 i Örby, Älvsborgs län, död 20 april 1972 i Stockholm, var en svensk läkare, sexualupplysare, pacifist och ordförande i Svenska Kvinnors Vänsterförbund 1946–1964. Hon fick den sovjetiska utmärkelsen Stalins fredspris 1953.

## Biografi
Andrea Andreen var dotter till Johan Walfrid Andreen, fabrikschef vid Fritsla Mekaniska Wäfveri, och Eleonore Andreen, född Wennerholm. Hon växte upp dels i Skene, dels i Fritsla. Skolgången inleddes efter några års hemundervisning 1901 vid Mathilda Halls skola. Höstterminen 1903 började hon vid Göteborgs gymnasium för flickor och avlade 7 december 1905 mogenhetsexamen vid Göteborgs högre latinläroverk. Hon hade åtta syskon, varav det yngsta var Per G Andreen. 
Hon gifte sig första gången 1909 med nobelpristagaren The Svedberg i faderns verkmästarvilla i Fritsla, innan de båda flyttade till Uppsala. Äktenskapet varade till 1915 och tillsammans fick de barnen Hillevi Svedberg och Elias Svedberg. Mellan 1937 och 1942 var Andrea Andreen gift med Nils Wohlin.

## Andrea Andreens läkargärning
Efter studentexamen i Göteborg 1905 avlade Andreen mediko-filosofisk examen vid Uppsala universitet 1906 och blev medicine kandidat där 1909. Hon blev medicine licentiat vid Karolinska institutet i Stockholm 1919 och disputerade för medicine doktorsgraden där 1933. Efter olika vikariat, bland annat som provinsialläkare i Julita distrikt, anställdes hon som underläkare vid medicinska avdelningen på Sabbatsbergs sjukhus i Stockholm 1921, där hon tjänstgjorde i två år. Efter de två åren på Sabbatsberg startade hon ett kliniskt laboratorium för diabetesprov som två år senare övertogs av Stockholms stads hälsovårdsnämnd och under Andrea Andreens ledning utvidgades till ett allmänt kliniskt laboratorium. I samförstånd med remitterande läkare åtog sig Andrea Andreen samtidigt att också sköta behandlingen av de diabetespatienter som besökte laboratoriet för provtagning – en vårdform som utvecklades till Stockholms stads norra diabetesmottagning förlagd till Sankt Görans sjukhus. Ungefär samtidigt startade överläkare Josua Tillgren en liknande poliklinik på Maria sjukhus, det vill säga i södra delen av staden. Verksamheten vid laboratoriet utvecklades från 1945 till sjukhusdirektionens kliniska centrallaboratorium där Andrea Andreen var överläkare fram till sin pensionering 1953. Hon hade parallellt med sin anställning en omfattande privatpraktik, främst bestående av patienter med diabetes.
Andreens läkargärning gällde dels laboratoriekontrollen av metaboliska sjukdomar, dels det kliniska omhändertagandet av patienter med olika ämnesomsättningsrubbningar, framför allt diabetes. Andreen var pionjär när det gällde införandet av insulin i behandlingen av diabetes. Före insulinets dagar var behandlingen begränsad till sträng kostregim och resultaten nedslående vad gällde komplikationer och överlevnad. Insulinets introduktion i diabetesbehandlingen kort efter dess upptäckt 1921, innebar inte sällan att kostbehandlingen övergavs. Under ett halvårs vistelse, 1926, vid Harvard Medical School, Boston då Andrea Andreen studerade och arbetade vid professor Otto Folins laboratorium gavs hon även möjligheter att på Joslin Diabetes Center studera professor Elliott P. Joslins framgångsrika principer för diabetesbehandling som innebar att insulintillförseln kombinerades med en regelbunden och väl avvägd kosthållning vad gäller kolhydrat-, protein- och fettinnehåll. Dessa kunskaper omsatte Andrea Andreen i sin egen praktik efter hemkomsten och dem kom hon att hålla fast vid under hela sin aktiva tid som diabetesläkare. Hon insåg vikten av att med en god avvägning mellan restriktioner i dieten och inställning av insulindosen hålla blodsockernivåerna inom acceptabla gränser för att minska risken för blodkärlsförändringar särskilt i ögonbottnarna.
Andreen var också forskare. 1926 och 1929–1930 gjorde hon forskningsstudier i Harvard, USA, hos den svenskfödde biokemisten och forskaren Otto Folin. Hon disputerade för medicine doktorsgraden 1933. Förste opponent vid disputationen var Erik Jorpes och tredje opponenten var Elin Wägner. Förutom sin läkar- och forskargärning var hon också lärare i fysiologi vid Högre lärarinneseminariet i Stockholm 1921–1941, och i hälsolära vid Brummerska skolan och Statens normalskola för flickor 1929–1947. Hon var skolläkare vid Stockholms högre allmänna läroverk för flickor 1929–1947.
Hon undervisade även i sexualhygien tillsammans med Ada Nilsson och Karolina Widerström.
Andreen var medlem av befolkningskommissionen 1935–1938 och ordförande i Stockholms stads mödrahjälpsnämnd 1938–1941.

## Freds- och kvinnorörelsen

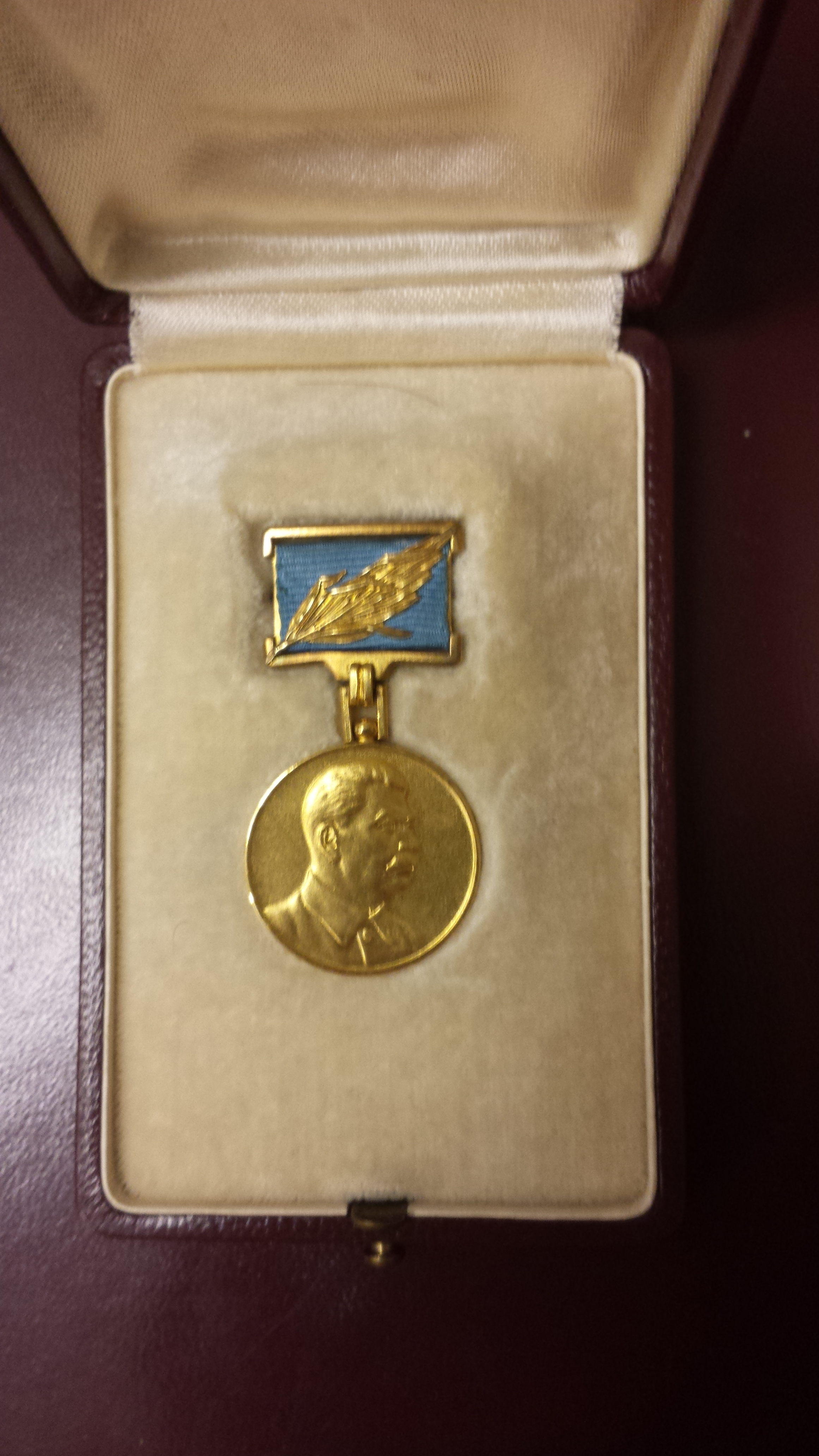
Stalins fredsmedalj som Andreen erhöll 1953.

Andreen förde en livslång kamp för freden, för kvinnornas rätt och barnens bästa, för demokrati och fred. Hon var starkt engagerad i fredsrörelsen och antikärnvapenkampen. Hon var medlem av Frisinnade kvinnors riksförbund, 1931 omvandlat till Svenska Kvinnors Vänsterförbund, och var dess ordförande 1946–1964. Under åren 1967–1971 var hon redaktör för tidskriften Vi Kvinnor (sedermera Vi Mänskor). Andreen var drivande i Svensk-koreanska föreningen, och valdes 1970 till föreningens hedersordförande.
Andreen var i Kina 1952 och observerade den då pågående folkhälsokampanjen och deltog 1953 i en kommission som utredde sakförhållandet bakom påståenden om amerikanernas användning av bakteriologiska vapen i Koreakriget. Samma år tilldelades hon Lenins fredspris "За укрепление мира между народами".